# Franciszek Gnyp
Franciszek Gnyp (ur. 5 października 1894 w Piotrkowie, zm. 3 października 1970 tamże) – polski artysta malarz, nauczyciel, żołnierz Wojska Polskiego, kawaler Orderu Virtuti Militari.

## Życiorys
Urodził się 5 października 1894 w Piotrkowie, ówczesnej stolicy guberni piotrkowskiej, w rodzinie Piotra i Katarzyny z Gliszczyńskich. Uczył się w gimnazjum filologicznym im. J. Dąbrowskiego w Piotrkowie, a następnie w Warszawskiej Szkole Rysunkowej. W latach 1911–1914 i 1915–1916 studiował w Akademii Sztuk Pięknych w Krakowie. Po ukończeniu studiów podjął pracę nauczyciela rysunków, początkowo w Miejskiej Szkole Handlowej w Piotrkowie, a wkrótce w Gimnazjum Męskim Towarzystwa Nauczania Szkół Średnich, które w 1918 zostało upaństwowione i otrzymało imię Bolesława Chrobrego.
W lipcu 1920 wstąpił jako ochotnik do 206 pułku ułanów Armii Ochotniczej, a następnie został wcielony do 2 szwadronu 6 pułku ułanów. Wyróżnił się 23 września 1920 w bitwie pod Zasławiem. Następnego dnia dowódca 2 szwadronu rotmistrz Witold Cieśliński sporządził wniosek na odznaczenie ułana Gnypa orderem „Virtuti Militari”, w którym napisał: 

w szarży 2 szwadronu pod Zasławiem z nieustraszoną odwagą wraz z śp. ppor. Witoldem Sulimirskim i śp. Zygmuntem Szczepanem Szpiegelem szedł na nieprzyjaciela. W walce padł pod nim koń na kilkadziesiąt kroków przed nieprzyjacielem. Ten nie tracąc głowy chwycił za karabin, rzucił się na nieprzyjaciela, przyczyniając się do zwycięstwa.

Rozkazem Dowództwa 6 Armii nr 80 z 22 października 1920 został odznaczony orderem „Virtuti Militari” V klasy.
Po zdemobilizowaniu kontynuował pracę w piotrkowskim gimnazjum. Jako szeregowiec rezerwy posiadał przydział do 4 szwadronu taborów w Łęczycy. Lata międzywojenne to najbardziej płodny okres jego twórczości malarskiej. Swoje prace wystawiał w kraju i za granicą w wielu prestiżowych galeriach. Wtedy też zasłynął z doskonałych portretów polskiej arystokracji i członków elit, malowanych techniką olejną i suchej pasteli. W 1936 otworzył swą indywidualną wystawę w warszawskiej Zachęcie. Podczas okupacji niemieckiej pracował w Rzemieślniczej Szkole Zawodowej, uczył młodzież na tajnych kompletach. W 1953 przeszedł na emeryturę, pozostając do śmierci płodnym twórcą. Zmarł 3 października 1970 w Piotrkowie i został pochowany na starym cmentarzu.
W 1916 ożenił się z Genowefą Cerefin (1897–1963), mieli troje dzieci: Tadeusza (1917–1944), Krystynę (ur. 1919) i Stanisława (1927–1986).

## Ordery i odznaczenia
- Krzyż Srebrny Orderu Wojskowego Virtuti Militari nr 3102 – 26 stycznia 1922[7][8][9]
- Medal Dziesięciolecia Odzyskanej Niepodległości[1]